# Mróz-Active Jet
Mróz-Active Jet (Kod UCI: MRO) – polska zawodowa grupa kolarska istniejąca w latach 1995–2011. W trakcie istnienia grupy wielokrotnie zmieniali się jej główni sponsorzy, przez co zmianie ulegała również jej nazwa.

## Nazwa grupy w poszczególnych latach
| lata      | nazwa                  |
| --------- | ---------------------- |
| 1995–1999 | Mróz                   |
| 2000–2002 | Mróz-Supradyn Witaminy |
| 2003      | Action-nVidia-Mróz     |
| 2004      | Action-ATI             |
| 2005–2007 | Intel-Action           |
| 2007      | Action-Uniqa           |
| 2008      | Mróz-Action-Uniqa      |
| 2009      | Mróz Continental Team  |
| 2010–2011 | Mróz-Active Jet        |

## Historia

### Lata 90.
W 1995 firma Mróz założyła drużynę kolarską. W pierwszym roku działalności był to zespół amatorski, jednak już w 1996 przekształcono go w profesjonalną grupę kolarską. Była to druga w historii Polski (po Exbud Kielce, utworzonym w czasie transformacji ustrojowej) zawodowa kolarska grupa. Mimo że wkrótce powstały w Polsce kolejne grupy profesjonalne, hegemonia Mroza w kraju była wyraźna.

### Sezon 1996 – Mróz
W pierwszym roku funkcjonowania jako grupa zawodowa została zarejestrowana w II dywizji UCI.

#### Skład
| Imię i nazwisko       | Data urodzenia | Narodowość |
| Bernard Bocian        | 26.01.1974     | Polska     |
| Robert Duda           |                | Polska     |
| Robert Krzyżostaniak  | 09.07.1968     | Polska     |
| Jacek Mickiewicz      | 17.04.1970     | Polska     |
| Andrzej Mierzejewski  | 07.12.1960     | Polska     |
| Grzegorz Piwowarski   | 04.12.1971     | Polska     |
| Raimondas Rumšas      | 14.01.1972     | Litwa      |
| Paweł Rychlicki       | 05.06.1971     | Polska     |
| Andrzej Sypytkowski   | 14.10.1963     | Polska     |
| Piotr Wadecki         | 11.02.1973     | Polska     |
| Dariusz Wojciechowski | 13.07.1968     | Polska     |
| Cezary Zamana         | 14.11.1967     | Polska     |

| Imię i nazwisko | funkcja         | Narodowość |
| Piotr Kosmala   | menedżer        | Polska     |
| Luc Schuddinck  | menedżer        | Belgia     |
| Karolina Mróz   | kierownik grupy | Polska     |

#### Sprzęt
Rowery: Wheeler
W latach 1996–2000 kolarze Mroza pięciokrotnie z rzędu zdobywali Mistrzostwo Polski Elity, zaś w 1999 roku kolarze tej ekipy zajęli sześć pierwszych miejsc w szosowych Mistrzostwach Polski.

### Sezon 1997 – Mróz
W kolejnym roku grupa ponownie została zarejestrowana w II dywizji UCI.

#### Skład
| Imię i nazwisko       | Data urodzenia | Narodowość |
| Uwe Ampler            | 11.08.1964     | Niemcy     |
| Bernard Bocian        | 26.01.1974     | Polska     |
| Wiaczesław German     | 17.07.1972     | Białoruś   |
| Jacek Mickiewicz      | 17.04.1970     | Polska     |
| Andrzej Mierzejewski  | 07.12.1960     | Polska     |
| Dainis Ozols          | 09.11.1966     | Łotwa      |
| Grzegorz Rosoliński   | 21.05.1972     | Polska     |
| Raimondas Rumšas      | 14.01.1972     | Litwa      |
| Paweł Rychlicki       | 05.06.1971     | Polska     |
| Andrzej Sypytkowski   | 14.10.1963     | Polska     |
| Aleksander Szarapow   | 31.05.1971     | Białoruś   |
| Piotr Wadecki         | 11.02.1973     | Polska     |
| Dariusz Wojciechowski | 13.07.1968     | Polska     |
| Cezary Zamana         | 14.11.1967     | Polska     |

| Imię i nazwisko | funkcja         | Narodowość |
| Piotr Kosmala   | menedżer        | Polska     |
| Luc Schuddinck  | menedżer        | Belgia     |
| Karolina Mróz   | kierownik grupy | Polska     |

#### Sprzęt
Rowery: Giant

#### Sukcesy
- 1. miejsce, klasyfikacja generalna Wyścig Solidarności i Olimpijczyków: Piotr Wadecki
- 1. miejsce, klasyfikacja generalna Rheinland-Pfalz Rundfahrt: Dainis Ozols
- 1. miejsce, 4. etap Post Danmark Rundt: Jacek Mickiewicz

### Sezon 1998 – Mróz
W 1998 roku grupa trzeci sezon z rzędu znalazła się w II dywizji UCI.

#### Sprzęt
Rowery: Vitesse

### Sezon 1999 – Mróz
Sezon 1999 był czwartym, w którym ekipa jeździła w II dywizji UCI.

### Sezon 2000 – Mróz
W kolejnym roku grupa ponownie została zarejestrowana w II dywizji UCI. Po raz pierwszy w tej samej kategorii znalazły się inne polskie ekipy: Mat - Ceresit - CCC oraz Atlas.

#### Sprzęt
Rowery: Merida

### Sezon 2001 – Mróz - Supradyn Witaminy
W 2001 roku po raz piąty z rzędu zespół startował jako grupa II dywizji UCI.

#### Skład
- Bohdan Bondarew ( Ukraina)
- Piotr Chmielewski ( Polska)
- Krzysztof Krzywy ( Polska)
- Remigijus Lupeikis ( Litwa)
- Mateusz Mróz ( Polska)
- Paweł Niedźwiecki ( Polska)
- Zbigniew Piątek ( Polska)
- Dariusz Skoczylas ( Polska)
- Kazimierz Stafiej ( Polska)
- Raimondas Vilčinskas ( Litwa)
- Eugen Wacker ( Kirgistan)
- Adam Wadecki ( Polska)
- Grzegorz Wajs ( Polska)
- Dariusz Wojciechowski ( Polska)
- Zbigniew Wyrzykowski ( Polska)

#### Sprzęt
Rowery: Merida

### Sezon 2002 – Mróz - Supradyn Witaminy
Sezon 2002 był siódmym, w którym grupa jeździła w II dywizji UCI. Z końcem sezonu z roli głównego sponsora wycofała się firma Mróz i przez kilka miesięcy zespół nie istniał.

#### Skład
- Bohdan Bondarew ( Ukraina)
- Piotr Chmielewski ( Polska)
- Bartosz Huzarski ( Polska)
- Ołeksandr Kłymenko ( Ukraina)
- Krzysztof Krzywy ( Polska)
- Remigijus Lupeikis ( Litwa)
- Mateusz Mróz ( Polska)
- Paweł Niedźwiecki ( Polska)
- Zbigniew Piątek ( Polska)
- Kazimierz Stafiej ( Polska)
- Raimondas Vilčinskas ( Litwa)
- Eugen Wacker ( Kirgistan)
- Adam Wadecki ( Polska)
- Zbigniew Wyrzykowski ( Polska)
- Paweł Zugaj ( Polska)

#### Sprzęt
Rowery: Merida

### Sezon 2003 – Action - nVidia - Mróz
Po dużych zmianach organizacyjnych w poprzednim sezonie, w 2003 roku grupa występowała w III dywizji UCI, a nie jak w poprzednich latach w II dywizji.

#### Skład
| Imię i nazwisko    | Data urodzenia | Narodowość |
| Bartosz Huzarski   | 27.10.1980     | Polska     |
| Paweł Jereczek     | 11.06.1983     | Polska     |
| Ołeksandr Kłymenko | 19.12.1975     | Ukraina    |
| Krzysztof Krzywy   | 05.05.1978     | Polska     |
| Marcin Lewandowski | 10.10.1977     | Polska     |
| Michał Pawlyta     | 21.07.1983     | Polska     |
| Zbigniew Piątek    | 01.05.1966     | Polska     |
| Kazimierz Stafiej  | 22.02.1968     | Polska     |
| Adam Wadecki       | 23.12.1977     | Polska     |
| Cezary Zamana      | 14.11.1967     | Polska     |

| Imię i nazwisko | funkcja  | Narodowość |
| Robert Duda     | menedżer | Polska     |
| Piotr Kosmala   | menedżer | Polska     |
| Karolina Mróz   | menedżer | Polska     |

#### Sukcesy
- 1. miejsce, klasyfikacja generalna Tour de Pologne: Cezary Zamana
- 1. miejsce, klasyfikacja generalna Małopolski Wyścig Górski: Cezary Zamana
- 1. miejsce, klasyfikacja generalna Ytong Bohemia Tour: Zbigniew Piątek
- 1. miejsce, klasyfikacja generalna Bałtyk-Karkonosze Tour: Ołeksandr Kłymenko
- 1. miejsce, GP Bydgoszczy: Marcin Lewandowski
- 1. miejsce, Puchar Ministra Obrony Narodowej: Kazimierz Stafiej
- 1. miejsce, 1. etap Szlakiem Grodów Piastowskich: Kazimierz Stafiej
- 1. miejsce, 4. etap Szlakiem Grodów Piastowskich: Marcin Lewandowski
- 1. miejsce, 7. etap Wyścig Pokoju: Bartosz Huzarski
- 1. miejsce, 7. etap Bałtyk-Karkonosze Tour: Ołeksandr Kłymenko
- 1. miejsce, 4. etap Ytong Bohemia Tour: Zbigniew Piątek
- 1. miejsce, 1. etap Małopolski Wyścig Górski: Cezary Zamana
- 1. miejsce, 2. etap Małopolski Wyścig Górski: Cezary Zamana
- 1. miejsce, 3. etap Okolo Slovenska: Cezary Zamana
- 1. miejsce, 6. etap Tour de Pologne: Cezary Zamana

### Sezon 2004 – Action - ATI

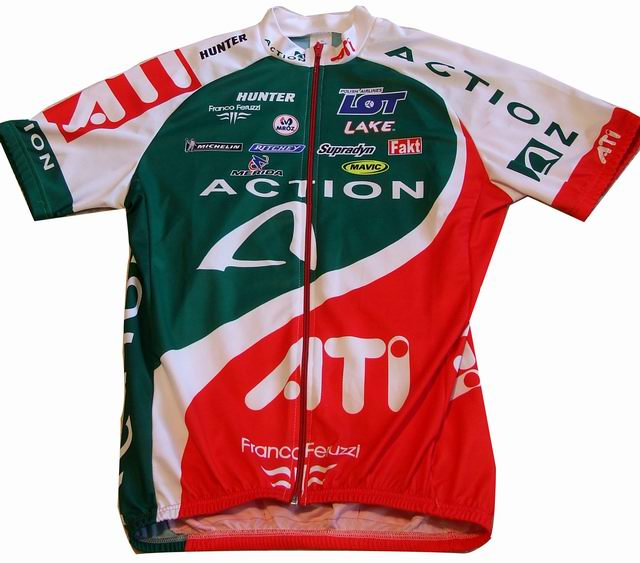
Koszulka grupy Action-ATI Z sezonu 2004

Po roku spędzonym w III dywizji w sezonie 2004 grupa ponownie została zarejestrowana w II dywizji UCI. Był to kolejny rok dominacji grupy w Polsce.

#### Skład
| Imię i nazwisko    | Data urodzenia | Narodowość |
| Robert Banach      | 13.09.1978     | Polska     |
| Bohdan Bondarew    | 02.06.1974     | Ukraina    |
| Tomasz Brożyna     | 19.09.1970     | Polska     |
| Piotr Chmielewski  | 18.09.1970     | Polska     |
| Bartosz Huzarski   | 27.10.1980     | Polska     |
| Paweł Jereczek     | 11.06.1983     | Polska     |
| Błażej Janiaczyk   | 27.01.1983     | Polska     |
| Ołeksandr Kłymenko | 19.12.1975     | Ukraina    |
| Denis Kraft        | 11.12.1981     | Niemcy     |
| Krzysztof Krzywy   | 05.05.1978     | Polska     |
| Marcin Lewandowski | 10.10.1977     | Polska     |
| Marcin Osiński     | 27.11.1983     | Polska     |
| Michał Pawlyta     | 21.07.1983     | Polska     |
| Marek Rutkiewicz   | 08.05.1981     | Polska     |
| Kazimierz stafiej  | 22.02.1968     | Polska     |
| Eugen Wacker       | 17.04.1974     | Kirgistan  |
| Adam Wadecki       | 23.12.1977     | Polska     |

| Imię i nazwisko | funkcja  | Narodowość |
| Robert Duda     | menedżer | Polska     |
| Piotr Kosmala   | menedżer | Polska     |
| Roland Gloor    | menedżer | Szwajcaria |

#### Sukcesy
- Mistrz Kirgistanu ze startu wspólnego: Eugen Wacker
- 1. miejsce, klasyfikacja generalna Tour de Beauce: Tomasz Brożyna
- 1. miejsce, klasyfikacja generalna Okolo Slovenska: Piotr Chmielewski
- 1. miejsce, klasyfikacja generalna Wyścig Solidarności i Olimpijczyków: Bohdan Bondarew
- 1. miejsce, klasyfikacja generalna Dookoła Mazowsza: Adam Wadecki
- 1. miejsce, Pomorski Klasyk: Piotr Chmielewski
- 1. miejsce, Małopolski Wyścig Górski: Bohdan Bondarew
- 1. miejsce, Puchar Ministra Obrony Narodowej: Adam Wadecki
- 1. miejsce, Szlakiem walk majora Hubala: Kazimierz Stafiej
- 1. miejsce, 3. etap Okolo Slovenska: Piotr Chmielewski
- 1. miejsce, 2. etap Tour de Beauce: Tomasz Brożyna
- 1. miejsce, 3. etap Wyścig Solidarności i Olimpijczyków: Bohdan Bondarew
- 1. miejsce, 3. etap Dookoła Mazowsza: Adam Wadecki
- 1. miejsce, 6. etap Tour de Pologne: Marek Rutkiewicz

### Sezon 2005 – Intel - Action

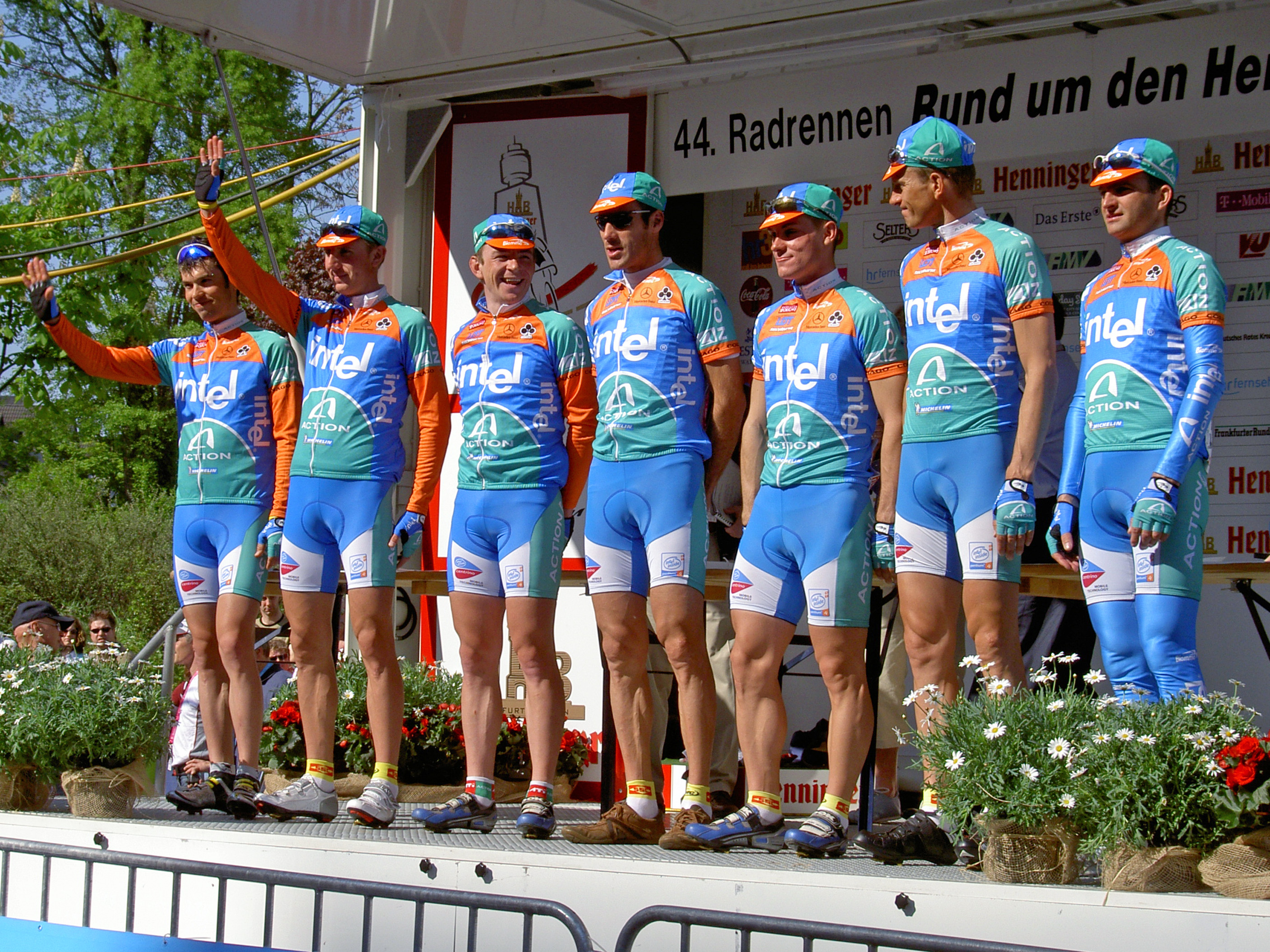
Grupa Intel Action, Henninger Turm 2005

W 2005 roku ekipa została zarejestrowana w nowo powstałej kategorii UCI Professional Continental Team, która zastąpiła dotychczasową II dywizję UCI. Dodatkowo grupa dołączyła do wyścigów UCI Europe Tour. Dostała także dziką kartę na udział w dwóch wyścigach UCI ProTour - Czasówce drużynowej w Eindhoven oraz Tour de Pologne.

#### Skład
| Imię i nazwisko    | Data urodzenia | Narodowość |
| Łukasz Bodnar      | 10.05.1982     | Polska     |
| Bohdan Bondarew    | 02.06.1974     | Ukraina    |
| Tomasz Brożyna     | 19.09.1970     | Polska     |
| Piotr Chmielewski  | 18.09.1970     | Polska     |
| Bartosz Huzarski   | 27.10.1980     | Polska     |
| Dennis Kraft       | 11.12.1981     | Niemcy     |
| Krzysztof Krzywy   | 05.05.1978     | Polska     |
| Marcin Lewandowski | 10.10.1977     | Polska     |
| Marcin Osiński     | 27.11.1983     | Polska     |
| Zbigniew Piątek    | 01.05.1966     | Polska     |
| Marek Rutkiewicz   | 08.05.1981     | Polska     |
| Kazimierz Stafiej  | 22.02.1968     | Polska     |
| Adam Wadecki       | 23.12.1977     | Polska     |
| Piotr Wadecki      | 11.02.1973     | Polska     |
| Cezary Zamana      | 14.11.1967     | Polska     |
| Jarosław Zarębski  | 26.01.1979     | Polska     |

#### Sprzęt
Rowery: Merida

### Sezon 2006 – Intel - Action
W 2006 roku ekipa pozostała w kategorii UCI Professional Continental Team.

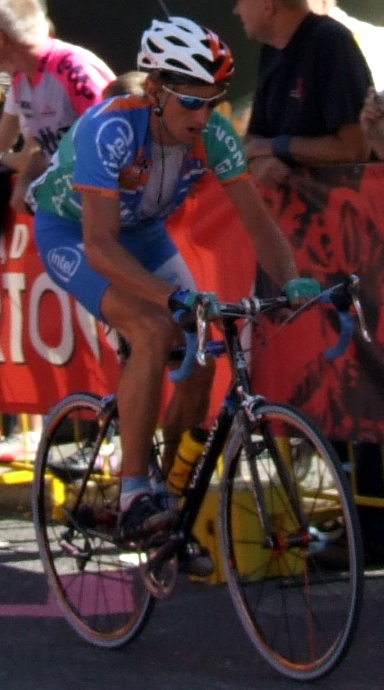
Bartosz Huzarski w stroju grupy Intel-Action w sezonie 2006

#### Skład
- Łukasz Bodnar ( Polska)
- Bohdan Bondarew ( Ukraina)
- Tomasz Brożyna ( Polska)
- Bartosz Huzarski ( Polska)
- Denis Kostiuk ( Ukraina)
- Krzysztof Kuźniak ( Polska)
- Marcin Lewandowski ( Polska)
- Krzysztof Miara ( Polska)
- Marcin Osiński ( Polska)
- Dariusz Rudnicki ( Polska)
- Marek Rutkiewicz ( Polska)
- Sebastian Skiba ( Polska)
- Mariusz Witecki ( Polska)
- Cezary Zamana ( Polska)
- Jarosław Zarębski ( Polska)

### Sezon 2007 – Intel - Action / Action - Uniqa
Sezon 2007 był trzecim z kolei, w którym ekipa jeździła z licencją zespołu UCI Professional Continental Team. Dość nieoczekiwanie w kwietniu 2007 roku ze współfinansowania grupy wycofała się firma Intel. Nowym sponsorem głównym został Action, zaś drugim sponsorem tytularnym została firma ubezpieczeniowa Uniqa.

#### Skład
- Łukasz Bodnar
- Bohdan Bondarew
- Piotr Chmielewski
- Bartosz Huzarski
- Błażej Janiaczyk
- Denis Kostiuk
- Krzysztof Kuźniak
- Krzysztof Miara
- Marcin Osiński
- Robert Radosz
- Dariusz Rudnicki
- Marek Rutkiewicz
- Sebastian Skiba
- Ondřej Sosenka
- Jarosław Zarębski

Dyrektor sportowy: Piotr Kosmala

### Sezon 2008 – Mróz - Action - Uniqa
Prowadzona przez Kosmalę grupa w sezonie 2008 jeździła pod nazwą Mróz - Action - Uniqa. Głównym sponsorem zespołu po czterech latach przerwy ponownie została firma Mróz.
Z powodu zbyt późno złożonych dokumentów grupa nie została zarejestrowana przez UCI w profesjonalnej dywizji kontynentalnej. Ekipa jeździła więc jako grupa amatorska. Nie wpłynęło to znacząco na możliwość startów w większości wyścigów. Kolarze skupili się w sezonie na startach w krajowych wyścigach ProLigi oraz UCI Asia Tour, gdyż Polski Związek Kolarski umożliwił członkom grupy jazdę jako reprezentacja narodowa.

#### Skład
| Imię i nazwisko   | Data urodzenia | Narodowość |
| Piotr Chmielewski | 18.09.1970     | Polska     |
| Marcin Gębka      | 08.04.1974     | Polska     |
| Bartosz Huzarski  | 27.10.1980     | Polska     |
| Błażej Janiaczyk  | 27.01.1983     | Polska     |
| Marcin Osiński    | 27.11.1983     | Polska     |
| Wojciech Pawlak   | 31.10.1969     | Polska     |
| Robert Radosz     | 08.07.1975     | Polska     |
| Marek Rutkiewicz  | 08.05.1981     | Polska     |
| Mariusz Witecki   | 10.05.1981     | Polska     |

| Imię i nazwisko | funkcja  | Narodowość |
| Robert Duda     | menedżer | Polska     |
| Piotr Kosmala   | menedżer | Polska     |

#### Sukcesy
- 1. miejsce, klasyfikacja generalna Szlakiem Grodów Piastowskich: Bartosz Huzarski
- 1. miejsce, GP Dzierżoniowa: Bartosz Huzarski
- 1. miejsce, Szosami Zagłębia: Bartosz Huzarski
- 1. miejsce, Złoty Pierścień Krakowa: Wojciech Pawlak
- 1. miejsce, Puchar Uzdrowisk Karpackich: Mariusz Witecki
- 1. miejsce, Wyścig o Puchar Burmistrza Borku Wielkopolskiego: Robert Radosz
- 1. miejsce, 7. etap Tour of Japan: Marcin Gębka
- 1. miejsce, 5. etap Tour of Qinghai Lake: Marek Rutkiewicz
- 1. miejsce, 6. etap Bałtyk-Karkonosze Tour: Mariusz Witecki
- 1. miejsce, 3. etap Małopolski Wyścig Górski: Marek Rutkiewicz
- 1. miejsce, 1. etap Szlakiem walk majora Hubala: Wojciech Pawlak

### Sezon 2009 – Mróz Continental Team
Sezon 2009 był przełomowym w historii grupy. W głównej mierze postawiono na polską młodzież. Kolejny już rok ekipa ścigała się w wyścigach na terenie Azji, między innymi w Japonii i Chinach. Ekipa w 2009 roku została zarejestrowana w kategorii UCI Continental Teams.

#### Skład
| Imię i nazwisko  | Data urodzenia | Narodowość |
| Paweł Cieślik    | 12.04.1986     | Polska     |
| Wojciech Dybel   | 03.06.1982     | Polska     |
| Błażej Janiaczyk | 27.01.1983     | Polska     |
| Jacek Morajko    | 26.04.1981     | Polska     |
| Mateusz Mróz     | 09.01.1980     | Polska     |
| Piotr Osiński    | 09.12.1986     | Polska     |
| Mateusz Taciak   | 19.06.1984     | Polska     |
| Mariusz Witecki  | 10.05.1981     | Polska     |

| Imię i nazwisko      | funkcja  | Narodowość |
| Wacław Skarul        | menedżer | Polska     |
| Carlos Augusto Rubio | menedżer | Hiszpania  |

#### Sukcesy
- 1. miejsce, klasyfikacja generalna Szlakiem Grodów Piastowskich: Mariusz Witecki
- 1. miejsce, klasyfikacja generalna Po Ziemi Międzyrzeckiej: Mateusz Taciak
- 1. miejsce, Wyścig o Puchar Wójta Klominca: Błażej Janiaczyk
- 1. miejsce, Memoriał Andrzeja Trochanowskiego: Mateusz Taciak
- 1. miejsce, 2. etap Po Ziemi Międzyrzeckiej: Błażej Janiaczyk
- 1. miejsce, 2. etap Szlakiem Grodów Piastowskich: Jacek Morajko
- 1. miejsce, 1. etap Bałtyk-Karkonosze Tour: Mateusz Taciak
- 1. miejsce, 7. etap Bałtyk-Karkonosze Tour: Mateusz Mróz

### Sezon 2010 – Mróz - ActiveJet
W 2010 roku grupa ścigała się w III dywizji, czyli UCI Continental Teams. Stało się tak, mimo iż grupa liczyła na przyznanie jej licencji Professional Continental Teams.
Do drobnych zmian doszło w nazwie zespołu. Wieloletniego sponsora, firmę Action zastąpił ActiveJet. Faktycznie zmiany dotyczyły tylko nazwy, gdyż produkty marki ActiveJet sprzedawane są przez firmę Action.
Sezon 2010 był pierwszym w długoletniej historii ekipy, w którym poza startami w wyścigach szosowych kolarze grupy brali udział w wyścigach MTB.
Cały sezon okazał się być wyjątkowo udany dla zespołu, którego kolarze wygrali większość wyścigów szosowych oraz górskich w Polsce i niemal trzydziestokrotnie stawali na podium. Dobre starty w Polsce oraz poza granicami kraju sprawiły, że grupa uplasowała się na 19 miejscu w klasyfikacji UCI Europe Tour.

#### Skład
| Imię i nazwisko  | Data urodzenia | Narodowość | Specjalizacja |
| Bartosz Banach   | 01.07.1986     | Polska     | MTB           |
| Robert Banach    | 13.09.1978     | Polska     | MTB           |
| Paweł Cieślik    | 12.04.1986     | Polska     | szosa         |
| Wojciech Halejak | 27.06.1983     | Polska     | MTB i szosa   |
| Błażej Janiaczyk | 27.01.1983     | Polska     | szosa         |
| Mateusz Komar    | 18.07.1985     | Polska     | MTB           |
| Piotr Krajewski  | 22.02.1987     | Polska     | szosa         |
| Krzysztof Krzywy | 05.05.1978     | Polska     | MTB           |
| Jacek Morajko    | 26.04.1981     | Polska     | szosa         |
| Łukasz Osiecki   | 05.04.1990     | Polska     | MTB           |
| Piotr Osiński    | 09.12.1986     | Polska     | szosa         |
| Marek Rutkiewicz | 08.05.1981     | Polska     | szosa         |
| Mateusz Taciak   | 19.06.1984     | Polska     | szosa         |
| Mariusz Witecki  | 10.05.1981     | Polska     | szosa         |

| Imię i nazwisko      | funkcja            | Narodowość |
| Marek Nowak          | menedżer generalny | Polska     |
| Piotr Kosmala        | menedżer           | Polska     |
| Marek Leśniewski     | menedżer           | Polska     |
| Wacław Skarul        | menedżer           | Polska     |
| Carlos Augusto Rubio | menedżer           | Hiszpania  |

#### Sukcesy
- Mistrz Polski ze startu wspólnego: Jacek Morajko
- 1. miejsce, klasyfikacja generalna Szlakiem Grodów Piastowskich: Marek Rutkiewicz
- 1. miejsce, klasyfikacja generalna Małopolski Wyścig Górski: Jacek Morajko
- 1. miejsce, klasyfikacja generalna Wyścig Solidarności i Olimpijczyków: Jacek Morajko
- 1. miejsce, Memoriał Henryka Łasaka: Mariusz Witecki
- 1. miejsce, Puchar Uzdrowisk Karpackich: Marek Rutkiewicz
- 1. miejsce, Wyścig o Puchar Burmistrza Borku Wielkopolskiego: Marek Rutkiewicz
- 1. miejsce, 1. etap Szlakiem Grodów Piastowskich: Marek Rutkiewicz
- 1. miejsce, 4. etap Wyścig Solidarności i Olimpijczyków: Jacek Morajko
- 1. miejsce, 5. etap Wyścig Solidarności i Olimpijczyków: Jacek Morajko

### Sezon 2011 – Mróz - ActiveJet
Kolejny rok funkcjonowania grupy przyniósł dużo zmian. Znakomity sezon 2010 sprawił, iż poszukując nowych celów do zrealizowania, dyrektor grupy oraz sponsorzy postanowili skupić się na kolarstwie górskim. Grupa została więc zarejestrowana jako zawodowa grupa MTB - 2011 UCI Mountain Bike Teams. Nie oznaczało to jednak rezygnacji z wyścigów szosowych.

#### Skład
| Imię i nazwisko  | Data urodzenia | Narodowość |
| Bartosz Banach   | 01.07.1986     | Polska     |
| Robert Banach    | 13.09.1978     | Polska     |
| Wojciech Halejak | 27.06.1983     | Polska     |
| Krzysztof Krzywy | 05.05.1978     | Polska     |
| Michał Kowalczyk | 08.11.1993     | Polska     |
| Adrian Kucharek  | 19.07.1994     | Polska     |

| Imię i nazwisko | funkcja  | Narodowość |
| Piotr Kosmala   | menedżer | Polska     |

### Rozwiązanie grupy
Po sezonie 2011 współpracę z grupą zakończyli dotychczasowi sponsorzy i została ona rozwiązana. W jej miejsce powstała grupa HP-Sferis, której dyrektorem sportowym został Piotr Kosmala, zaś w składzie znaleźli się kolarze ścigający się w poprzednim sezonie w wyścigach MTB w barwach grupy Mróz - ActiveJet.